# Helena do Sul
Maria Helena Vargas da Silveira (Pelotas, 4 de junho de 1940 — Brasília, 17 de janeiro de 2009), conhecida como Helena do Sul, foi uma escritora, pedagoga e professora brasileira.
Atuou como professora do ensino básico até os anos 1990, quando se tornou funcionária pública federal para realização de pesquisas e desenvolvimento pedagógicos para educação anti-racista. Como escritora, estreou com o romance É Fogo, em 1987, seguido de publicação de outros dez contos, crônicas, poemas e romances, sendo reconhecida como patrona da Feira do Livro de São Lourenço do Sul e membra da Academia Pelotense de Letras. A marca de suas obras é a denúncia do preconceito racial na sociedade brasileira e a integração de simbologias de descendência africana, como a utilização de palavras da língua iorubá em seus textos.

## Biografia e carreira

### 1940-1961: Início e magistério
Maria Helena Vargas da Silveira nasceu em Pelotas em 4 de junho de 1940, provavelmente nas adjacências do bairro Simões Lopes, onde passava o trem na cidade. Filha do motorista José Francisco da Silveira, conhecido como Zé Bigode, da costureira Maria Yolanda Vargas da Silveira e neta de Armando Vargas, um dos gráficos, secretários, poetas, cronistas e articulistas do jornal da comunidade negra pelotense A Alvorada, era oriunda de uma família negra humilde da cidade, depositando em seus familiares todos os valores e aprendizados da vida. Estudante da escola pública, se tornou habilitada para ministrar o ensino básico pela Formação de Professores da Escola Normal Assis Brasil em 1959, lecionando no ensino privado e em seguida contratada em um curto período como professora pelo Governo do Estado do Rio Grande do Sul de Leonel Brizola e também brevemente no Grupo Escolar Cruzeiro do Sul, na cidade de Jaguarão.

### 1962-2009: Vida acadêmica, docente e literária
Silveira retornou para Pelotas após ser aprovada e ingressar em 1962 no curso de Pedagogia na Universidade Católica de Pelotas, estudo privado custeado por sua tia "Ci", uma professora e coordenadora de escola primária e integrante da "classe média negra" de Pelotas. Em 1966 conquista a transferência para o curso de Pedagogia na Universidade Federal do Rio Grande do Sul, retornando ao ensino público, em Porto Alegre. Concomitantemente aos estudos pedagógicos, que se encerraram em 1971, se localizou habitacionalmente na comunidade Morro da Cruz e outros bairros de maloca da capital e começou a lecionar em escolas precárias, vivendo de aluguel em barracos e peregrinando entre vilas e periferias conforme sua situação financeira. Em 18 de agosto de 1987, a autora lança seu primeiro livro, É Fogo pelo Grupo Editoral Rainha Ginga em um evento no Partenon Tênis Clube, na capital e entre novembro e dezembro do mesmo ano, continua os lançamentos da obra na Feira do Livro de Pelotas e Porto Alegre. Entre 1989 e 1994 publica as obras Meu Nome Pessoa - Três Momentos de Poesia, O Sol de Fevereiro, Odara - Fantasia e Realidade e Negrada, quando recebe as honrarias de patrona da Feira do Livro de São Lourenço do Sul, em 1 de dezembro de 1995. Após reconhecimento e lançamento de outras obras, toma posse em uma cadeira da Academia Pelotense de Letras em 8 de junho de 2000.
No decorrer da vida docente e acadêmica, se tornou especialista em Supervisão Educacional na Faculdade Porto-Alegrense, virando servidora pública federal em 1999 através da Secretaria de Educação Continuada, Alfabetização e Diversidade (SECAD) do Ministério da Educação, assumindo um cargo administrativo da Fundação Cultural Palmares, onde cunhou o epíteto "Helena do Sul". Foi destinada, desde 2003, à assumir a parte técnica da Subcoordenação de Apoio aos Projetos Inovadores de Curso (PICs) da Coordenação-Geral de Diversidade e Inclusão Educacional, apresentando as contribuições na organização do livro e relatório O Programa Diversidade na Universidade e a construção de uma política educacional anti-racista, em 2007, juntamente com Maria Lúcia de Santana Braga, cujo financiamento coube à UNESCO. Viveu em Brasília até seu falecimento por aneurisma cerebral, em 17 de janeiro de 2009.

## Obras
- 1987 - É Fogo (Grupo Editorial Rainha Ginga)
- 1989 - Meu Nome Pessoa - Três Momentos de Poesia (Grupo Editorial Rainha Ginga)
- 1991 - O Sol de Fevereiro (Grupo Editorial Rainha Ginga)
- 1993 - Odara - Fantasia e Realidade (Grupo Editorial Rainha Ginga)
- 1994 - Negrada (Grupo Editorial Rainha Ginga)
- 1997 - Tipuana (Grupo Editorial Rainha Ginga)
- 2000 - O Encontro (Grupo Editorial Rainha Ginga)
- 2002 - As filhas das lavadeiras (Grupo Cultural Rainha Ginga)
- 2005 - Os Corpos e Obá Contemporânea
- 2007 - Helena do Sul. Rota Existencial (Fundação Cultural Palmares)[12]
- 2008 - Diga Sim ao Estudante Negro/a